# 3·1 경제 개혁 조치
3·1 경제 개혁 조치 또는 3·1 경제 관리 개선 조치는 12.1 경제개혁조치 이후로 나온 경제개혁조치이며, 협동 화폐제의 실시와 함께 독립채산제의 확대 실시등으로 이루어져 있는 경제개혁조치이다.
특히 사회주의 기업 책임 관리제라는 독립채산제 및 기업 개혁 과정에서 벌어진 모든 기업 관리 체계를 개혁하는 과정을 담아낸 적극적이고도 대폭 월급을 인상하는 조치를 내세웠다.

## 개요
2013년 3월 1일 김정은은 박봉주를 총리로 임명하기 전부터 2012년 내각 상무조를 편성하여 박봉주를 총리로 임명할 초석을 마련을 하였으며 특히 12.1 경제개혁조치로 인한 독립채산제의 실시와 함께 많은 시험적인 개혁 조치들을 행하였고 이를 시험을 하였다.
그리하여 조선민주주의인민공화국은 독립채산제를 실험삼아 해본 것을 결국 3월 1일자로 독립채산제를 전국에 걸쳐서 실행을 하게 되고 특히 군수 공장에까지 적용을 하여 자체 충당금 30%를 제외한 나머지는 세금으로 돌려지기까지 하고 다만 급여와 성과급을 자체 충당금 범위에서 제공을 하도록 조치를 하였고 특히 계획 외 생산을 조건없이 판매조치토록 하였다.
특히 협동화폐제를 통하여 시장 환율을 정하게 되고 그리고 1달러에 6,000원으로 정하다가 차후에 8,000원으로 상승시켜서 물가를 조정하도록 하였음을 알수가 있었고 이걸로 인하여 고려링크가 적자가 나게되는 상황에 이르렀다.
결국 시장 환율을 적용하여 조선민주주의인민공화국은 중국식 개혁과 거의 비슷한 용도로 가게 되었음을 알수가 있었고 특히 30배의 급여 상승과 함께 자체 충당금 범위 안에서 감가 상각하도록 규정하고 있다.

## 협동 화폐제 전면 실시
조선민주주의인민공화국은 3월 1일 협동 화폐제를 실시를 하였고 특히 기업소와 모든 기관에서는 계좌를 내화 계좌와 외화 계좌를 모두 의무 개설토록 하였으며 카드를 이때 나래 카드를 발급을 하여 주었다.
특히 달러를 시장 환율을 전면적으로 조정하여 선포하였고 특히 1달러에 8,000원으로 잡아서 공식 환율로 지정을 하였으며 그리고 현재는 변동환율제인 협동화폐제로 인하여 내부의 선순환이 제대로 돌아가고 있음을 알수가 있다는 것이고 이것은 곧 금융 개혁의 시발점이 되었다.
특히 외화 자금의 양성화를 통하여 자금이 풀리고 특히 무현금 송금이 원칙이나 협동 화폐제를 통하여 원화로 송금을 해주는 장점도 있음을 알수가 있어서 달러라이제이션을 방지할 수 있다.

## 부분적 독립채산제 확대 실시
조선신보의 기사에 따르면 조선민주주의인민공화국의 모든 생산 공장들이 독립채산제를 바탕으로 사회주의 기업 책임 관리제를 전체에 확대하여 실시를 하고 특히 지배인의 권한을 강화함에 따라 특히 급여 체계를 대폭 상승을 하였으며 특히 일반 생산 공장들은 30만원의 급여에서 성과급은 120%를 달성할시 2배를 150%를 달성할시 3배를 200%를 달성할시 5배의 성과급을 주고 특히 최대 300%까지 초과 달성하면 10배를 주는 차등 임금제를 수립하였다.
그리하여 현재는 월급의 시장 가격 현실화로 인하여 현재는 거의 물가가 안정이 되고 특히 환율의 고정으로 인하여 5% 내외로 줄어들었으며 특히 2015년 이후로 조선민주주의인민공화국에 결식자가 거의 없다는 응답도 나왔음을 알수가 있는데 하루 식사를 몇회 했느냐는 질문에 거의 90%는 하루 세끼 이상이라고 답했음을 알수가 있고 주식으로는 백미를 먹었다는 응답이 70%로 지난해 45.3%에 비해 크게 올랐음을 알수가 있다.
현재 김영환 준비하는 미래 대표의 말에 의거하면 현재 조선민주주의인민공화국의 최대 월급 인상률은 일반 공업인에게는 35배의 월급 인상률이 올라 175달러의 월급 인상률이 올랐고 일반 편의 서비스 업종에 대하여서는 105달러의 월급 인상률이 올랐음을 알수가 있는 것이 확인이 되었다.
이를 바탕으로 환산하면 현재 계획형 기업에도 상당한 액수가 올라갔음을 알수가 있다는 것이고 현재 가동률도 경공업과 중화학공업에 60% 가까이 가동률이 올라갔다.

## 결론
현재 조선민주주의인민공화국은 이것을 끝이 아닌 5.30 경제개혁조치로 인하여 확대 실시가 되어 전면 공식화가 되고 특히 조선로동당 제7차 대회에서 사회주의 기업책임 관리제가 공식적으로 선포가 된다.
특히 2019년에는 조선민주주의인민공화국 헌법에 수록이 되어 대안의 사업체계가 삭제가 되고 대신 사회주의 기업 책임 관리제가 수록이 되어 경제 개혁의 완성을 보게 되었다.